# Jaylen Wells
Jaylen Wells (Sacramento, Kalifornia, 2003. augusztus 26.) amerikai kosárlabdázó, a National Basketball Association-ben (NBA) szereplő Memphis Grizzlies csapatában. Egyetemen a Sonoma State Seawolves és a Washington State Cougars csapatában játszott.

## Gyermekkora
Wells a kaliforniai Sacramentóban nött fel, és a Folsom High Schoolba járt. Utolsó gimnáziumi évében 26,3 pontot, 3,2 lepattanót és 1,2 gólpasszt átlagolt meccsenként. A The Sacramento Bee a terület év játékosának választotta. Wells egyetemi karrierjét a Sonoma State University-n kezdte meg.

## Egyetemi karrier
Az első szezonban meccsenként 12,6 pontot átlagolt. A Kaliforniai Egyetemi Atlétikai Szövetség Év játékosának választották, miután másodéves szezonja során meccsenként 22,4 pontot átlagolt. Második szezonja után bejelentette, hogy egyetemet szeretne váltani.
Wells átigazolásakor a Washington State Cougars csapatát választotta. Meccsenként 12,6 pontot és 4,6 lepattanót átlagolt. A szezon után Wells a 2024-es NBA draftra jelentkezett.

## NBA-karrierje

### Memphis Grizzlies (2024–)
2024. június 27-én Wellst a 39. helyen választotta ki a Memphis Grizzlies csapata a 2024-es NBA drafton, július 6-án írta alá újoncszerződését.
2024. október 23-án debütált Wells az NBA-ben. Október 31-én a Milwaukee Bucks ellen lépett pályára először kezdőként, ahol karriercsúcsot jelentő 16 pontot szerzett. December 3-án a Nyugati Konferenciában elnyerte a hónap legjobb újonca címet az októberi/novemberi időszakban mutatott teljesítménye alapján. Ez a 16. alkalom, hogy egy Memphis Grizzlies játékos elnyerte ezt a kitüntetést. Wells 20 meccsen átlagosan 12,2 pontot, 3,3 lepattanót és 1,9 gólpasszt jegyzett 25 perc alatt, miközben 45 százalék feletti mezőnyhatékonysága volt.
2025. április 8-án Wells jobb csuklótörést szenvedett a Charlotte Hornets elleni mérkőzésen, ezzel véget ért újonc szezonja. A sérülés néhány nappal az alapszakasz vége előtt történt.

## Statisztika

### NBA

#### Alapszakasz
| Év        | Csapat            | JM | KM | JP/M | MG%  | 3P%  | BD%  | LP/M | GP/M | L/M | B/M | P/M  |
| --------- | ----------------- | -- | -- | ---- | ---- | ---- | ---- | ---- | ---- | --- | --- | ---- |
| 2024–2025 | Memphis Grizzlies | 79 | 74 | 25,9 | .425 | .352 | .822 | 3,4  | 1,7  | 0,6 | 0,1 | 10,4 |
| Karrier   | Karrier           | 79 | 74 | 25,9 | .425 | .352 | .822 | 3,4  | 1,7  | 0,6 | 0,1 | 10,4 |

### NCAA

#### Division II
| Év        | Csapat                 | JM | KM | JP/M | MG%  | 3P%  | BD%  | LP/M | GP/M | L/M | B/M | P/M  |
| --------- | ---------------------- | -- | -- | ---- | ---- | ---- | ---- | ---- | ---- | --- | --- | ---- |
| 2021–2022 | Sonoma State Seawolves | 25 | 21 | 30,6 | .406 | .263 | .716 | 5,8  | 1,7  | 1,0 | 0,2 | 12,6 |
| 2022–2023 | Sonoma State Seawolves | 30 | 30 | 36,8 | .517 | .438 | .861 | 8,7  | 2,6  | 1,6 | 0,4 | 22,4 |
| Karrier   | Karrier                | 55 | 51 | 34,0 | .476 | .355 | .808 | 7,4  | 2,2  | 1,3 | 0,3 | 17,9 |

#### Division I
| Év        | Csapat                   | JM | KM | JP/M | MG%  | 3P%  | BD%  | LP/M | GP/M | L/M | B/M | P/M  |
| --------- | ------------------------ | -- | -- | ---- | ---- | ---- | ---- | ---- | ---- | --- | --- | ---- |
| 2023–2024 | Washington State Cougars | 34 | 20 | 29,2 | .436 | .417 | .814 | 4,6  | 1,2  | 0,5 | 0,2 | 12,6 |

## Fordítás
Ez a szócikk részben vagy egészben  a   Jaylen Wells című angol Wikipédia-szócikk ezen változatának fordításán alapul.  Az eredeti cikk szerkesztőit annak laptörténete sorolja fel. Ez a jelzés csupán a megfogalmazás eredetét és a szerzői jogokat jelzi, nem szolgál a cikkben szereplő információk forrásmegjelöléseként.